# 中铁资源
中铁资源集团有限公司，注册地位于北京，隶属于中国铁路工程集团的上市公司中国中铁。业务性质为矿产资源开发。2017年，公司总资产196.49亿元，净资产18.96亿元，净利润6.28亿元。

## 外部連結
- 官方网站